# Барбара фон Бранденбург (1422 – 1481)
Вижте пояснителната страница за други личности с името Барбара фон Бранденбург.
Барбара фон Бранденбург (на немски: Barbara von Brandenburg; * 30 септември 1422, Бранденбург; † 7 ноември 1481, Мантуа) от род Хоенцолерн, е принцеса от Бранденбург-Кулмбах и чрез женитба маркграфиня на Мантуа от 1444 до 1478 г.

## Биография
Тя е най-възрастната дъщеря на маркграф Йохан „Алхимиста“ от Бранденбург-Кулмбах (1406 – 1464) и принцеса Барбара фон Саксония-Витенберг (1405 – 1465), дъщеря на курфюрст Рудолф III от Саксония-Витенберг от род Аскани. Племенница е на император Сигизмунд Люксембургски.
На 11-годишна възраст, на 12 ноември 1433 г., в Мантуа тя се омъжва за Лудовико III Гонзага (1412 – 1478) от род Гонзага, маркграф на Мантуа (1444 – 1478).
Барбара научава четири езика и има познания в литературата.
Луиджи Гонзага назначава през 1460 г. Андреа Мантеня за дворцов художник на фамилията. Той я оставя да взема участие в управлението.
Три от нейните деца тя жени за немски принцове и принцеси. Барбара води голяма кореспонденция с фамилията си и с Висконти, Курията и други личности в империята.
След смъртта на нейния съпруг тя води регентството за най-големия си син. Тя се грижи за възпитанието и обучението на нейните деца.
Барбара е главен герой в историческия роман The Princess of Mantua на писателката Мари Феранти.

## Деца
Барбара и Лудовико III Гонзага имат децата:
- Федерико I Гондзага (1441 – 1484), маркграф на Мантуа от 1478, ∞ 1463 за Маргарета Баварска (1442 – 1479), дъщеря на херцог Албрехт III
- Франческо Гондзага (1444 – 1483), от 1464 кардинал
- Сузана Гонзага († 1481), монахиня
- Доротеа Гондзага († 1468), ∞ 1466 за Галеацо Мария Сфорца (1444 – 1476), херцог на Милано
- Чечилия Гондзага (1451 – 1474), монахиня в Мантуа
- Барбара Гондзага (1455 – 1503), ∞ 12 април 1474 за Еберхард I (1445 – 1496) херцог на Вюртемберг
- Лудовико Гондзага (1460 – 1511), епископ на Мантуа 1483
- Джанфранческо Гондзага (1446 – 1496), граф на Сабионета, ∞ за Антония дел Балцо, дъщеря на Пиро дел Балцо, княз на Алтамура
- Родолфо Гондзага († убит 1495), господар на Кастиглионе и Солферино, ∞ 1480 за Катерина Пико дела Мирандола – потомък: Свети Алоизий Гондзага
- Паола Гондзага (1463 – 1497), ∞ за Леонардо, граф на Гориция († 1500)